# Fino all'osso
Fino all'osso (To the Bone) è un film drammatico del 2017 scritto e diretto da Marti Noxon, al suo debutto alla regia cinematografica.

## Trama
Ellen è una ragazza di vent'anni, proveniente da una situazione familiare complicata. Il padre non è mai presente nella sua vita, troppo occupato a lavorare per mantenere sia la ex-moglie Judy, madre biologica della ragazza, sia la sua seconda famiglia, composta da Susan e Kelly.
La vita di Ellen non è stata facile sin dal divorzio dei genitori, e negli anni ha sviluppato una forma di anoressia, ponendo come obiettivo personale far sì che il proprio braccio riesca ad essere contenuto dal pollice e dall'indice della mano. Data la situazione, la matrigna Susan cerca di convincere Ellen a curarsi, ma la ragazza non è collaborativa durante la terapia e non porta a compimento le cure. Quando Ellen torna a casa dalla matrigna, trova il padre via per lavoro e solo la sorellastra ad accoglierla. Vedendo che la figliastra non è migliorata, Susan decide di darle un ultimatum: o inizia a mangiare adeguatamente o verrà cacciata di casa e obbligata a tornare dalla madre biologica a Phoenix.
La mattina successiva, Susan propone a Ellen di sottoporsi ad un'ultima terapia, supervisionata dal dottor William Beckham. Durante il primo incontro, Susan gli comunica le varie difficoltà subite dalla figliastra durante gli anni di convivenza con la madre biologica. Beckham visita la ragazza e le chiede una permanenza di almeno sei settimane. Ellen accetta e si trasferisce quindi a Threshold, dove avrà luogo la terapia. Nel centro di riabilitazione vivono già sei ragazze e un ragazzo, Luke. La terapia è basata su punteggi e livelli, ogni passo avanti nel raggiungimento del proprio obiettivo, fa guadagnare punti. Parte del punteggio può essere guadagnata mangiando regolarmente ai pasti. Il giorno seguente Ellen partecipa a una seduta con il dottor Beckham e la propria famiglia, ma durante l'incontro inizia una litigata tra Susan, Judy e la sua compagna Olive, durante la quale ognuno accusa l'altro di essere la causa della malattia di Ellen.
Grazie anche al sostegno di Luke, Ellen inizia a mangiare, anche se poco, e pian piano diventa più ottimista. Dopo qualche tempo viene organizzata una festa per la bambina non ancora nata di Megan; Luke e Ellen si appartano in giardino per parlare, e il ragazzo le dice che si sta innamorando di lei. Ellen però ha una ricaduta, e nonostante gli sforzi, non riesce a prendere abbastanza peso per evitare il posizionamento di un sondino naso gastrico per la nutrizione.  Dopo che Megan perde la sua bambina a causa di un aborto e Luke scopre che i danni al suo ginocchio sono permanenti, Ellen sceglie di interrompere la terapia e di tornare dalla famiglia a Phoenix. 
Quella notte la madre le esprime il suo senso di colpa, le racconta di aver avuto una depressione post partum e ammette di non essere stata una buona madre. Suggerisce quindi di provare a nutrire la figlia come invece avrebbe dovuto fare quando questa era neonata. Ellen, inizialmente stranita, accetta l'aiuto della madre dopo che quest'ultima le dice che accetta il desiderio della figlia di lasciarsi morire. È solo ora che Ellen si lascia allattare come una neonata, da un biberon contenente latte di riso.
Decide quindi di iniziare una passeggiata notturna, alla fine della quale si sdraia e perde i sensi al chiarore della luna. Si risveglia sotto la luce del sole, Luke le fa ombra e le suggerisce di ripararsi sotto le chiome di un albero li vicino. Qui giunta si sdoppia, sta evidentemente sognando quando Luke la bacia e le rivela quanto malata lei sia. Le dà un pezzo di carbone che rappresenta il suo coraggio. Lei trova la forza di inghiottire quel sassolino nero e cosi, guardando in basso, vede il suo corpo scheletrico giacere nella polvere. La vista che le si presenta davanti la lascia inorridita; e solo a quel punto si risveglia e accetta in pieno il fatto di essere viva, comprendendone interamente il senso. Così sceglie di lasciare il ranch della madre per tornare a salutare Kelly e Susan e tentare nuovamente il ricovero nella clinica alla ricerca di una vita vera.

## Produzione

### Cast
Nel marzo 2016, è stato riferito che Lily Collins era stata scelta per il ruolo da protagonista di un film drammatico sull'anoressia intitolato Fino all'osso, scritto e diretto dalla regista Marti Noxon, basato sulle esperienze vissute dalla stessa Noxon nel corso della propria adolescenza, con i disturbi alimentari.
Sempre a marzo del 2016, Keanu Reeves e Carrie Preston si sono uniti al cast del film. All'inizio di aprile, anche Lili Taylor, Alex Sharp, Brooke Smith e Liana Liberato sono stati ingaggiati per interpretare il cast secondario del film. Infine, l'11 aprile 2016 anche Ciara Bravo si è inserita nel cast.
Per interpretare il complesso ruolo della protagonista, Lily Collins ha dichiarato di aver dovuto perdere 9 kilogrammi di peso.

### Riprese
Le riprese del film si sono svolte a fine marzo 2016 a Los Angeles.

## Distribuzione
Il film è stato presentato in anteprima il 22 gennaio al Sundance Film Festival 2017.
Il 14 luglio 2017 viene distribuito in tutto il mondo come prodotto originale Netflix.